# Пам'ятник Миколі Семейку (Слов'янськ)
Пам'ятник Миколі Семейку — пам'ятник двічі Герою Радянського Союзу, військовому льотчику Миколі Іларіоновичу Семейку у місті Слов'янськ, Донецької області.

## Історія
У 1948 році скульпторка Попова зробила з бронзи погруддя Миколи Семейка, на честь уродженця міста Слов'янськ та двічі героя Радянського Союзу. У цьому ж році його встановили на однойменній площі в центрі міста, у сквері на перехресті п'яти вулиць: Свободи, Фрунзе (зараз Торгова), Московської (Райдужна), Калініна (Вчительська) та Ворошилова (Світлодарська).
У 1950-х роках почалася забудова в районі Шовковичного парку, було утворено бульвар Лесі Українки та продовжено вулицю Василівську до вулиці Ярослава Мудрого.
У одному з кварталів почалося будівництво нового приміщення для школи № 12, у якій в дитинстві навчався Микола Семейко.
У 1956 році відбувся переніс пам'ятника до нової школи, будівництво якої завершилося у 1963 році. 

## Статус пам'ятки
21 липня 1965 року пам'ятнику (рішенням № 711) було надано статус пам'ятки історії Слов'янська.